# 越智月子
越智 月子（おち つきこ、1965年 - ）は、日本の小説家。
福岡県生まれ。早稲田大学商学部在学中より、鳥越俊太郎編集長時代の「サンデー毎日」の契約記者となり、その後は女性誌などでフリーライターとして活躍する。
「諸君!」の編集者だった白石一文の紹介でノンフィクション風の読み物を書いたところ、小説化することを勧められ、月刊『きらら』（小学館）で短編を連載する。
2006年、『きょうの私は、どうかしている』で小説家デビュー。

## 著作リスト

### 「悪女」シリーズ
- モンスターU子の嘘（2012年1月 小学館 / 2014年3月 小学館文庫）
- スーパー女優A子の叫び（2012年11月 小学館）

### その他
- きょうの私は、どうかしている（2006年11月 小学館 / 2011年5月 小学館文庫）
- BE-TWINS（2008年11月 小学館 / 2012年8月 小学館文庫）
- 花の命は短くて…（2014年10月 実業之日本社）
- 帰ってきたエンジェルス（2014年11月 文藝春秋）